# 朱光 (1914年)
朱光（1914年—2001年1月30日），原名赵金城，男，山东聊城人，中华人民共和国军事人物，中国人民解放军开国少将，曾任中国人民志愿军炮兵第2师师长、中华人民共和国第五机械工业部副部长，第六届全国政协委员。